# Liste der Örtlichen Schutzgebiete in Vorarlberg
Die Liste der Örtlichen Schutzgebiete in Vorarlberg enthält die neun Schutzgebiete, die in Übereinstimmung mit dem Vorarlberger Naturschutzrechts von acht verschiedenen Vorarlberger Gemeinden bestimmt wurden. Die Gesamtfläche dieser Gebiete beträgt etwa 62 Hektar.

## Gesetzliche Grundlagen
Das Vorarlberger Gesetz über Naturschutz und Landschaftsentwicklung sieht vor, dass Gemeinden im Rahmen der Gemeindeplanung eigene Schutzauszeichnungen vornehmen können:

„Für Gebiete und Bereiche im Sinne des § 26 Abs. 1, denen vor allem örtliche Bedeutung zukommt, kann die Gemeindevertretung nach Anhörung der Landesregierung durch Verordnung Schutzbestimmungen erlassen.“

Diese örtlichen Schutzgebiete – und die entsprechend noch im § 29 Abs. 2 geklärten Örtlichen Naturdenkmale – stellen eine Besonderheit des Vorarlberger Naturschutzrechtes dar.

## Liste der Örtlichen Schutzgebiete
| Foto |  | Name           | ID | Bezirk    | Standort           | Beschreibung                                                           | Fläche   | Datum |
| ---- |  | -------------- | -- | --------- | ------------------ | ---------------------------------------------------------------------- | -------- | ----- |
| 0 BW |  | Papels KG      |    | Feldkirch | Rankweil Standort  |                                                                        | 2,94 ha  | 1997  |
| 0 BW |  | Sonderberg     |    | Feldkirch | Götzis Standort    |                                                                        | 2,47 ha  | 1999  |
| 0 BW |  | Gasserweiher   |    | Feldkirch | Götzis Standort    |                                                                        | 0,95 ha  | 1999  |
| 0 BW |  | Bengerpark     |    | Bregenz   | Bregenz Standort   |                                                                        | 0,22 ha  | 1999  |
| 1    |  | Schollaschopf  |    | Dornbirn  | Hohenems Standort  |                                                                        | 3,18 ha  | 2000  |
| 0 BW |  | Halbenstein    |    | Bregenz   | Hörbranz Standort  |                                                                        | 10,91 ha | 2002  |
| 0 BW |  | Langwies       |    | Feldkirch | Göfis Standort     |                                                                        | 1,43 ha  | 2003  |
| 0 BW |  | Langenegg Nord |    | Bregenz   | Langenegg Standort | Besteht aus mehreren Einzelflächen. Liegt im Naturpark Nagelfluhkette. | 38,86 ha | 2003  |
| 0 BW |  | Brunnengarten  |    | Bludenz   | Ludesch Standort   | Liegt im Europaschutzgebiet Ludescherberg.                             | 1,44 ha  | 2003  |